# 池島重信
池島 重信（いけじま しげのぶ、1904年（明治37年）1月2日 - 1991年（平成3年）8月18日）は、日本の哲学者、文芸評論家。専門はドイツ哲学。法政大学名誉教授。

## 略歴
1904年（明治37年）1月2日に茨城県水戸市に生まれる。1929年（昭和4年）に法政大学法文学部哲学科を卒業する。
法政大学助手を経て講師になるが、1935年（昭和10年）の法政騒動で野上豊一郎たちと共に辞職、日本放送協会教養部に勤務し、教養部副部長に就任する。
戦後、1946年（昭和21年）に法政大学に復職し、文学部助教授に就任、教授・文学部長などを歴任する。
1991年（平成3年）8月18日に死去、87歳。

## 著書
- 『知性の敗北』（三笠書房、1936）
- 『情熱の論理』（三笠書房、1940）
- 『戰爭と思想』（萬里閣、1940）
- 『人間』（白揚社、1943 ）
- 『ドストエフスキーの哲学』（塙書房、1948）
- 『法政生活』（現代思潮社、1953）
- 『倫理学』（法政大学出版局、1967）

## 共編著
- 『人間学とは何か』桝田啓三郎（鉄塔書院、1931）
- 『現代学生の読書法』片岡良一、 田中準、工藤進（柁谷書院、1950）
- 『倫理・社会』谷川徹三、小松茂夫（日本書院、1964）

## 訳書
- 『解釈学の成立』 ウィリアム・ディルタイ （岩波書店、1933）
- 『現代の課題-評論集』 ホセ・オルテガ（刀江書院、1937。法政大学出版会、1968）
- 『現代文化学序説』ホセ・オルテガ（三笠書房、1938）
- 『精神の形成-知性と社会革新の関係』J.H.ロビンソン（自在書房、1948）
- 『世界危機に於ける人間科学』ラルフ・リントン（編）（実業之日本社、1952）